# Tachyoryctes rex
Tachyoryctes rex é uma espécie de roedor da família Spalacidae.
Endêmico do Quênia, onde é conhecido apenas das escarpas ocidentais do Monte Quênia.